# Тарастекс
Тарасте́кс (фр. Tarasteix, окс. Tarastèish) — коммуна во Франции, находится в регионе Юг — Пиренеи. Департамент — Верхние Пиренеи. Входит в состав кантона Бордер-сюр-л’Эшес. Округ коммуны — Тарб.
Код INSEE коммуны — 65439.

## География

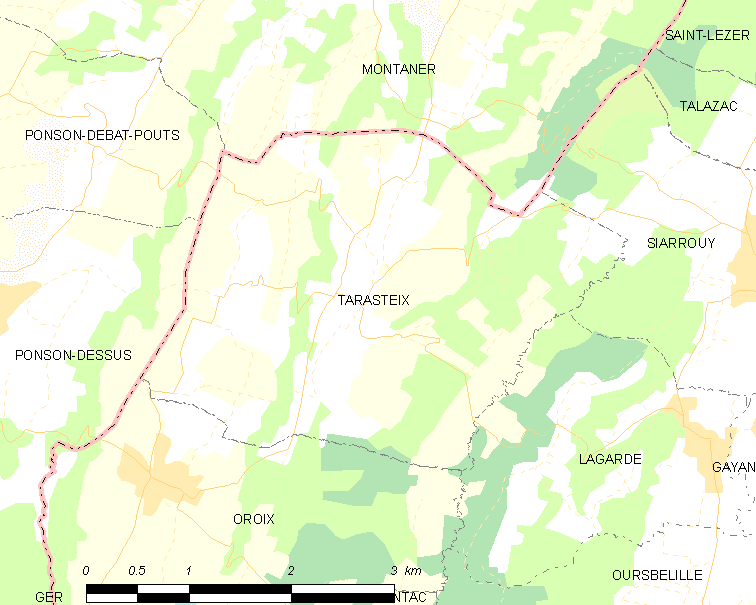
Карта коммуны

Коммуна расположена приблизительно в 650 км к югу от Парижа, в 125 км западнее Тулузы, в 12 км к северо-западу от Тарба.
На востоке коммуны протекает река Желин.

## Климат
Климат умеренно-океанический с солнечной тёплой погодой и обильными осадками на протяжении практически всего года.

## Население
Население коммуны на 2010 год составляло 284 человека.
| 1962 | 1968 | 1975 | 1982 | 1990 | 1999 | 2010 |
| ---- | ---- | ---- | ---- | ---- | ---- | ---- |
| 215  | 217  | 211  | 252  | 239  | 229  | 284  |

## Администрация
| Период | Период | Фамилия         | Партия | Примечания |
| ------ | ------ | --------------- | ------ | ---------- |
| 2001   | 2020   | Франсис Лелорен |        |            |

## Экономика
В 2010 году среди 173 человек трудоспособного возраста (15-64 лет) 136 были экономически активными, 37 — неактивными (показатель активности — 78,6 %, в 1999 году было 62,2 %). Из 136 активных жителей работали 128 человек (70 мужчин и 58 женщин), безработных было 8 (4 мужчины и 4 женщины). Среди 37 неактивных 12 человек были учениками или студентами, 13 — пенсионерами, 12 были неактивными по другим причинам.

## Достопримечательности
- Аббатство Богоматери Надежды[4]